# بعد به کجا حمله کنیم
بعد به کجا حمله کنیم (انگلیسی: Where to Invade Next) فیلمی در ژانر مستند به کارگردانی مایکل مور است که در سال ۲۰۱۵ منتشر شد.
این فیلم یک ساعت و ۵۰ دقیقه‌ای دربارهٔ برنامه‌های آموزشی و اجتماعی در کشورهای اروپایی است. مور در این مستند به کشورهای مختلف از جمله فنلاند، ایتالیا و فرانسه سفر می‌کند و روش‌های مواجهه آن‌ها با موضوعات اجتماعی و اقتصادی را مورد بررسی قرار می‌دهد. او در این فیلم بر تقابل استفاده از این روش‌ها در مقایسه با آنچه در ایالات متحده روی می‌دهد، تأکید دارد.
مستند «بعد به کجا حمله کنیم» به کارگردانی مایکل مور، در سپتامبر ۲۰۱۵ برای اولین بار در چهلمین جشنواره بین‌المللی فیلم تورنتو روی پرده رفت. سپس در جشنواره فیلم نیویورک نمایش داده شد. در جشنواره بین‌المللی فیلم همپتنز جایزه بهترین مستند بلند به انتخاب تماشاگران را دریافت کرد. بالاخره در ۲۳ دسامبر ۲۰۱۵ در نیویورک و لس‌آنجلس اکران عمومی شد. «بعد به کجا حمله کنیم» اولین فیلم مور بعد از شش سال است. وی پیش‌از این، در سال ۲۰۰۹ میلادی فیلم «کاپیتالیسم: یک داستان عاشقانه» را روی پرده سینماها داشت.
مستند «بعد به کجا حمله کنیم» برای نخستین‌بار در اروپا در بخش ویژه شصت و ششمین جشنواره بین‌المللی فیلم برلین روی پرده رفت.
مایکل مور در مورد این مستند ۱۱۰ دقیقه‌ای، چنین توضیح می‌دهد:" مدت زیادی است که موضوع جنگ‌های بی انتهای ایالات متحده از دغدغه‌های من بوده و طنز و کنایه‌های مورد نیاز این فیلم را تهیه کرده است. حالا دیگر مخفی کاری بس است، من خیلی خوشحالم که قرار است این فیلم در جشنوارهٔ تورنتو به نمایش دربیاید. شما احتمالاً زیاد از من خبری نداشتید، چرا که ما سعی می‌کردیم در مورد این فیلم مخفیانه عمل کنیم. ما همه در این زمانه، مشخصاً دورهٔ بعد از حوادث یازده سپتامبر زندگی کرده‌ایم، در این نیاز همیشگی به یک دشمن و این سؤال که دشمن بعدی ما کیست؟ چرا که بتوانیم تمام این صنعت نظامی و شرکت‌هایی که از این راه تجارت می‌کنند را زنده نگه داریم. به همین دلیل من همیشه از این بابت ناراحت بوده‌ام و از اینجا بود که طنز این فیلم برآمده است."